# Suomi KP-31
Il Suomi Kone Pistooli 31 (Pistola Mitragliatrice Finlandese 31) è una pistola mitragliatrice di fabbricazione finlandese adoperata nella seconda guerra mondiale. La Suomi-konepistooli KP-31 è solitamente abbreviata in Suomi KP.
È considerata una delle migliori pistole mitragliatrici della seconda guerra mondiale; ebbe un tale successo che l'Unione Sovietica ne copiò alcune caratteristiche nella pistola mitragliatrice PPŠ-41, come il caricatore. L'arma finlandese vantava un'accuratezza di lavorazione molto superiore, comparata con la rustica produzione di massa del PPŠ-41. Possedeva una durabilità superiore rispetto all'analogo russo.

## Storia
Negli anni venti del XX secolo venne fondata in Finlandia la Konepistooli Oy (letteralmente "Compagnia Pistola Mitragliatrice" in finlandese), una commissione militare per le armi portatili diretta dal maestro armaiolo Aimo Johannes Lahti, e da tre suoi colleghi (capitano V. Korpela, tenente Y. Koskinen e tenente L. Boyer-Spoof). L'obiettivo era di produrre un moschetto automatico con un calibro efficace, facile da usare e trasportare, abbastanza robusto da sopportare le tremende condizioni dell'inverno finlandese e il cui volume di fuoco fosse tale da permettere a ogni soldato di provvedere da sé al fuoco d'appoggio o di sbarramento, alle distanze normali di combattimento.
Ci si rese presto conto che per tali caratteristiche l'arma doveva essere il più semplice possibile (per garantire la facilità di addestramento) ma al tempo stesso estremamente robusta e ben fatta (per funzionare in ogni condizione) e anche precisa. Inizialmente vennero prodotti dei prototipi nel calibro 7,65 Parabellum allora usato dall'esercito finlandese, come la m/22 (1924) e la Kone Pistooli 26 (KP-26 o m/26) dalla quale, nel 1931, scaturì la pistola mitragliatrice KP-31 disegnata dal duo Koskinen e Lahti. Fu scelto il calibro 9x19mm Parabellum, che allora si imponeva come il più adatto a tale categoria di armi, e vennero presentati ai militari i primi esemplari che non presentavano nessuna caratteristica d'avanguardia, ma erano eccezionalmente ben fatti; ciò che era davvero rimarchevole erano i caricatori impiegati, ad astuccio da 30 e 50 colpi e a tamburo da 71 colpi, fra i più efficienti e affidabili mai prodotti e che vennero intensamente studiati dagli esperti. Per soddisfare le richieste dei militari, l'arma era molto precisa e il volume di fuoco di 750 colpi al minuto era elevato per i suoi tempi.

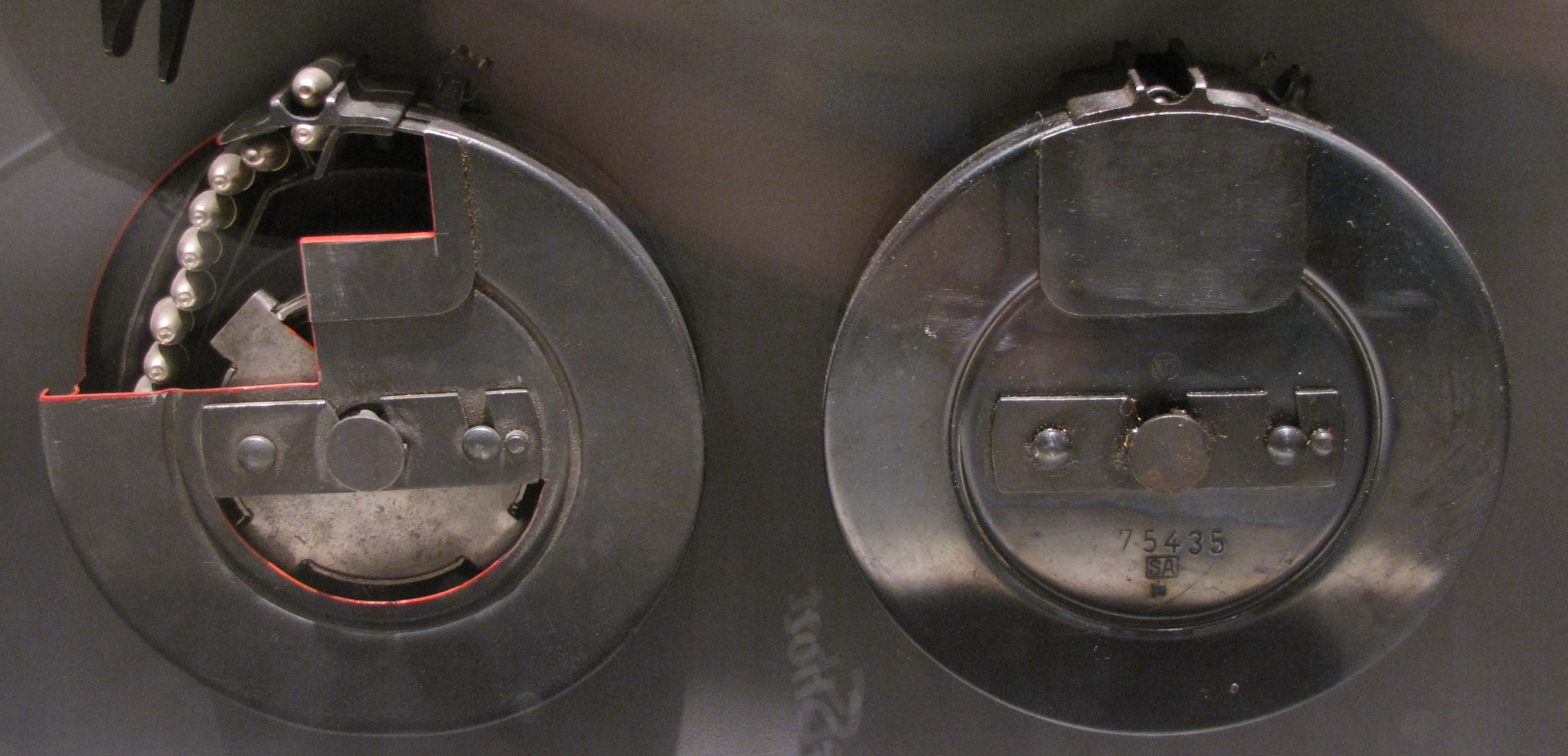
Il caricatore a tamburo da 71 colpi del KP-31, a sinistra visto in sezione. Occorreva sbloccare il fermo posto al centro, aprirlo e caricare i colpi a mano dopo aver caricato la molla a spirale centrale; quindi si richiudeva, si ribloccava il fermo e si liberava la molla elevatrice premendo sul perno centrale. Il tutto è robustissimo e di proverbiale affidabilità, tanto che i sovietici produssero un caricatore molto simile per il PPD-34 e il PPŠ-41. Il marchio SA visibile sta per Suomen Armeja, cioè "esercito finlandese".

Il Suomi KP-31 fu accettato dall'esercito ed entrò in produzione nel 1931, prodotto presso la  società "Tikkakoski Oy", cui Lahti e i suoi soci cedettero la licenza di produzione, non avendo gli impianti per produrre l'arma su scala industriale. All'inizio della guerra d'Inverno del 1939-40 le forze finlandesi ricevettero quattromila KP-31. Il famoso cecchino Simo Häyhä usava spesso quest'arma, assieme al fucile Mosin-Nagant. Nel corso della guerra, il KP-31 si rivelò capace di sopportare qualsiasi maltrattamento e di funzionare con sicurezza anche nelle più proibitive condizioni. I soldati finlandesi lo giudicarono ideale per i combattimenti nelle foreste finniche, dove gli scontri, spesso a distanza ravvicinata, con le truppe sovietiche si accendevano improvvisi e violentissimi: celebri furono i reportage dell'inviato di guerra Indro Montanelli che descrisse le incursioni dei reparti sciatori finlandesi, con le lampade appese al petto e i mitra che sommergevano di raffiche le colonne sovietiche.
Entro il 1944, il Suomi KP-31 venne prodotto in Finlandia in oltre 50.000 esemplari; fu anche prodotto sotto licenza in Svezia, Danimarca, e Svizzera. Alcuni esemplari vennero acquistati dalla polizia polacca nel 1939 e il KP-31 apparve anche nella guerra civile spagnola, da ambo gli schieramenti. Alcuni esemplari erano ancora in servizio in Scandinavia nel 1990, il che testimonia la qualità costruttiva dell'arma. 

## Tecnica
Meccanicamente il Suomi KP-31 non presenta nessuna caratteristica notevole: il funzionamento è il classico a massa battente (blowback) quindi a sfruttamento diretto della forza di rinculo. Castello e manicotto di raffreddamento sono tubolari, ciascuno in un unico pezzo di acciaio forgiato, e l'otturatore con la sua molla di recupero è alloggiato nel castello. Il tutto è avvitato al calcio di legno in un solo pezzo. Gli organi di mira sono un mirino a lama, fisso, e un raffinato alzo a tangente graduato fino a 500 m, il che contribuisce alla notevole precisione balistica dell'arma. La manetta di armamento è posta all'estremità posteriore del castello, in modo da essere facilmente azionata anche con i guanti, il che elimina anche la necessità di una fessura nel castello attraverso la quale terra, polvere e sporcizia potrebbero penetrare nell'arma.

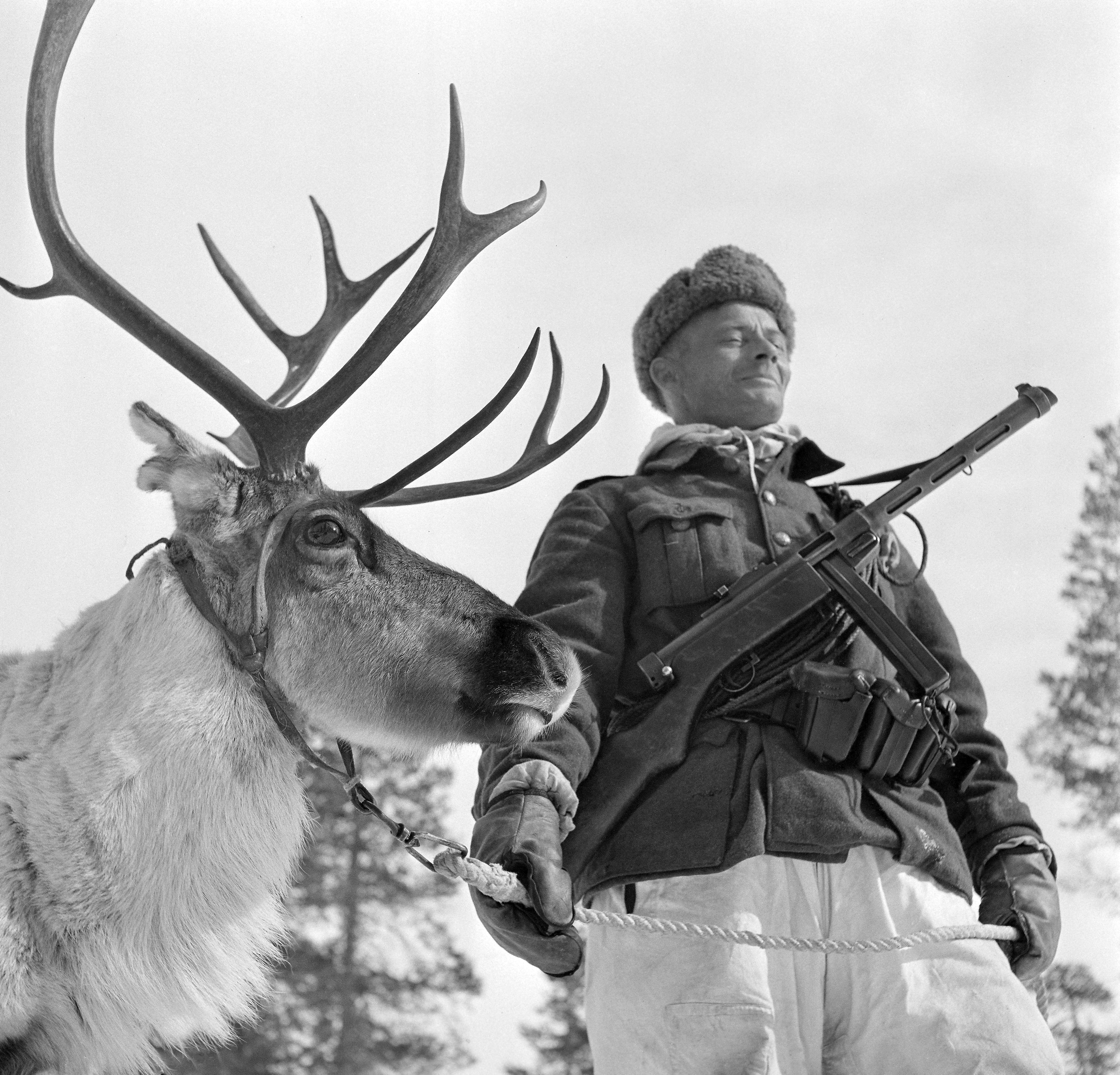
Soldato sami Rájá-Jovnna ritratto nel 1944: è armato di KP-31 con caricatore quadrifilare da 50 colpi

Ciò che è notevole è il livello qualitativo dei materiali, forgiati e fresati nei migliori acciai disponibili. La canna è lavorata massicciamente e con alta precisione. Il calcio è di frassino o noce, trattato in modo da essere insensibile agli agenti atmosferici. Caratteristica interessante del Suomi è che il manicotto di raffreddamento può essere smontato, ruotando una levetta posta all'estremità anteriore del fusto, in modo da scoprire la canna che può così essere rimossa: questo sia per facilitare la pulizia sia per sostituirla in caso di fuoco prolungato. Un selettore di tiro posto di fronte al ponticello del grilletto permette di selezionare il fuoco semiautomatico, automatico o di mettere l'arma in sicura. Il grilletto se non è premuto tiene bloccato l'otturatore anche in chiusura oltre che in apertura, allo scopo di impedire spari accidentali in caso di urti.
I caricatori sono l'elemento più interessante poiché sono fra i più affidabili e robusti mai prodotti e coniugano autonomia di fuoco con sicurezza d'uso: il caricatore standard del KP-31 è a tamburo da 71 colpi con molla a spirale, preferito dai soldati perché sebbene pesante (circa 2,5 kg) consentiva un'eccellente autonomia di fuoco. Ma vennero largamente impiegati anche dei caricatori ad astuccio da 50 colpi, e dopo la guerra venne introdotto un caricatore più tradizionale da 36 colpi.
Altre versioni che apparvero nel corso della guerra furono il  KP-31 SJR, munito alla volata di un compensatore di rinculo a intagli verticali, che aumentava la lunghezza a 910 mm, e il KP-31 Korsu, versione accorciata lunga 745 mm. Il KP-31 fornì prestazioni eccellenti per tutto il suo lunghissimo servizio nelle forze armate finlandesi e per i suoi tempi fu una delle armi più ammirate e copiate.

## Utilizzatori
- Bolivia
- Bulgaria
- Danimarca
- Egitto
- Estonia
- Finlandia
- Germania nazista
- Paraguay
- Polonia
- Seconda Repubblica spagnola
- Svezia
- Svizzera
- Unione Sovietica